# Александру Мецан
Александру Ірінел Мецан (рум. Alexandru Irinel Mățan [alekˈsandru məˈt͡san]; 29 серпня 1999, Галац) — румунський футболіст, атакувальний півзахисник та нападник клубу MLS «Коламбус Крю».

## Клубна кар'єра
Випускник академії клубу «Вііторул» (Констанца). Дебютував у вищому дивізіоні Румунії 6 травня 2016 року, війшовши на заміну в другому таймі матчу з «Динамо» (Бухарест) замість Чіпріана Пержу і зумів забити пенальті, принісши своїй команді нічию 3:3. У 2019 році виграв з командою кубок та суперкубок Румунії, але основним гравцем так і не став.
Сезон 2019/20 Мецан провів в оренді в іншій місцевій команді «Волунтарі», зігравши 25 матчів і забивши один гол, після чого повернувся до рідної команди, де зумів стати основним гравцем.
8 березня 2021 року Мецан перейшов у команду Major League Soccer «Коламбус Крю».

## Міжнародна кар'єра
Виступав зап юнацькі збірні Румунії до 17 та до 19 років. 21 березня 2018 року Мецан двічі відзначився за збірну Румунії до 19 років у гры проти  однолітків з Сербії (4:0) на стадіоні «Іліє Оане» у Плоєшті. 
Згодом з молодіжною командою поїхав на молодіжний чемпіонат Європи 2021 року в Угорщині та Словенії, де в матчі проти господарів, збірної Угорщини (2:1), відзначився голом.

## Статистика
Станом на 16 березня 2021
| Клуб                 | Сезон   | Ліга    | Ліга | Ліга  | Кубок країни | Кубок країни | Міжнародні | Міжнародні | Інші | Інші  | Всього | Всього | Всього |
| Клуб                 | Сезон   | Ліга    | Ігор | Голів | Ігор         | Голів        | Ігор       | Голів      | Ігор | Голів | Ігор   | Голів  |        |
| -------------------- | ------- | ------- | ---- | ----- | ------------ | ------------ | ---------- | ---------- | ---- | ----- | ------ | ------ | ------ |
| Віїторул (Констанца) | 2015–16 | Ліга I  | 1    | 1     | -            | -            | -          | -          | -    | -     | 1      | 1      |        |
| Віїторул (Констанца) | 2016–17 | Ліга I  | 0    | 0     | 0            | 0            | 0          | 0          | -    | -     | 0      | 0      |        |
| Віїторул (Констанца) | 2017–18 | Ліга I  | 14   | 1     | 1            | 1            | 0          | 0          | 1    | 0     | 16     | 2      |        |
| Віїторул (Констанца) | 2018–19 | Ліга I  | 13   | 0     | 3            | 1            | 4          | 0          | 0    | 0     | 20     | 1      |        |
| Віїторул (Констанца) | 2019–20 | Ліга I  | 3    | 0     | 0            | 0            | 2          | 0          | 1    | 0     | 6      | 0      |        |
| Віїторул (Констанца) | 2020–21 | Ліга I  | 22   | 1     | 1            | 0            | -          | -          | -    | -     | 23     | 1      |        |
| Віїторул (Констанца) | Всього  | Всього  | 53   | 3     | 5            | 2            | 6          | 0          | 2    | 0     | 71     | 5      |        |
| Волунтарі            | 2019–20 | Ліга I  | 25   | 1     | 1            | 0            | -          | -          | -    | -     | 26     | 1      |        |
| Загалом              | Загалом | Загалом | 78   | 4     | 6            | 2            | 6          | 0          | 2    | 0     | 97     | 6      |        |

## Досягнення
- Володар Кубка Румунії : 2018–19
- Володар Суперкубка Румунії: 2019